# Maupin
Maupin és una població dels Estats Units a l'estat d'Oregon. Segons el cens del 2000, tenia 411 habitants.

## Demografia
Segons el cens del 2000, Maupin tenia 411 habitants, 181 habitatges i 112 famílies. La densitat de població era de 121,1 habitants per km².
Dels 181 habitatges en un 26,5% vivien nens de menys de 18 anys, en un 53,6% vivien parelles casades, en un 6,1% dones solteres i en un 37,6% no eren unitats familiars. En el 29,8% dels habitatges vivien persones soles el 13,3% de les quals corresponia a persones de 65 anys o més que vivien soles. El nombre mitjà de persones que vivien en cada habitatge era de 2,27 i el nombre mitjà de persones que vivien en cada família era de 2,85.
Per edats la població es repartia de la següent manera: un 24,3% tenia menys de 18 anys, un 5,1% entre 18 i 24, un 22,9% entre 25 i 44, un 31,1% de 45 a 60 i un 16,5% 65 anys o més.
L'edat mediana era de 44 anys. Per cada 100 dones de 18 o més anys hi havia 101,9 homes.
La renda mediana per habitatge era de 36.944$ i la renda mediana per família, de 38.854$. Els homes tenien una renda mediana de 37.750$ mentre que les dones, de 28.750$. La renda per capita de la població era de 17.626$. Aproximadament el 13,3% de les famílies i el 17% de la població estaven per davall del llindar de pobresa.

## Poblacions més properes
El següent diagrama mostra les poblacions més properes.